# Empidonax
Genre
Empidonax est un genre d'oiseaux de la famille des Tyrannidae. Il est constitué de 15 espèces de moucherolles.

## Liste des espèces
D'après la classification de référence du Congrès ornithologique international (ordre phylogénique) :
- Empidonax flaviventris (W.M. Baird et S.F. Baird, 1843) – Moucherolle à ventre jaune
- Empidonax virescens (Vieillot, 1818) – Moucherolle vert
- Empidonax traillii (Audubon, 1828) – Moucherolle des saules
- Empidonax alnorum Brewster, 1895 – Moucherolle des aulnes
- Empidonax albigularis P.L. Sclater et Salvin, 1859  – Moucherolle à gorge blanche
- Empidonax minimus (W.M. Baird et S.F. Baird, 1843) – Moucherolle tchébec
- Empidonax hammondii (Xantus de Vesey, 1858) – Moucherolle de Hammond
- Empidonax oberholseri A.R. Phillips, 1939 – Moucherolle sombre
- Empidonax wrightii S.F. Baird, 1858 – Moucherolle gris
- Empidonax affinis (Swainson, 1827) – Moucherolle des pins
- Empidonax difficilis S.F. Baird, 1858 – Moucherolle obscur
- Empidonax flavescens Lawrence, 1865 – Moucherolle jaunâtre
- Empidonax fulvifrons (Giraud, 1841) – Moucherolle beige
- Empidonax atriceps Salvin, 1870 – Moucherolle à tête noire